# مهدی‌آباد طاقی
مهدی‌آباد طاقی یک روستا در ایران است که در بخش مرکزی شهرستان سیرجان واقع شده‌است. مهدی‌آباد طاقی ۵۲ نفر جمعیت دارد.